# Poi Kalon

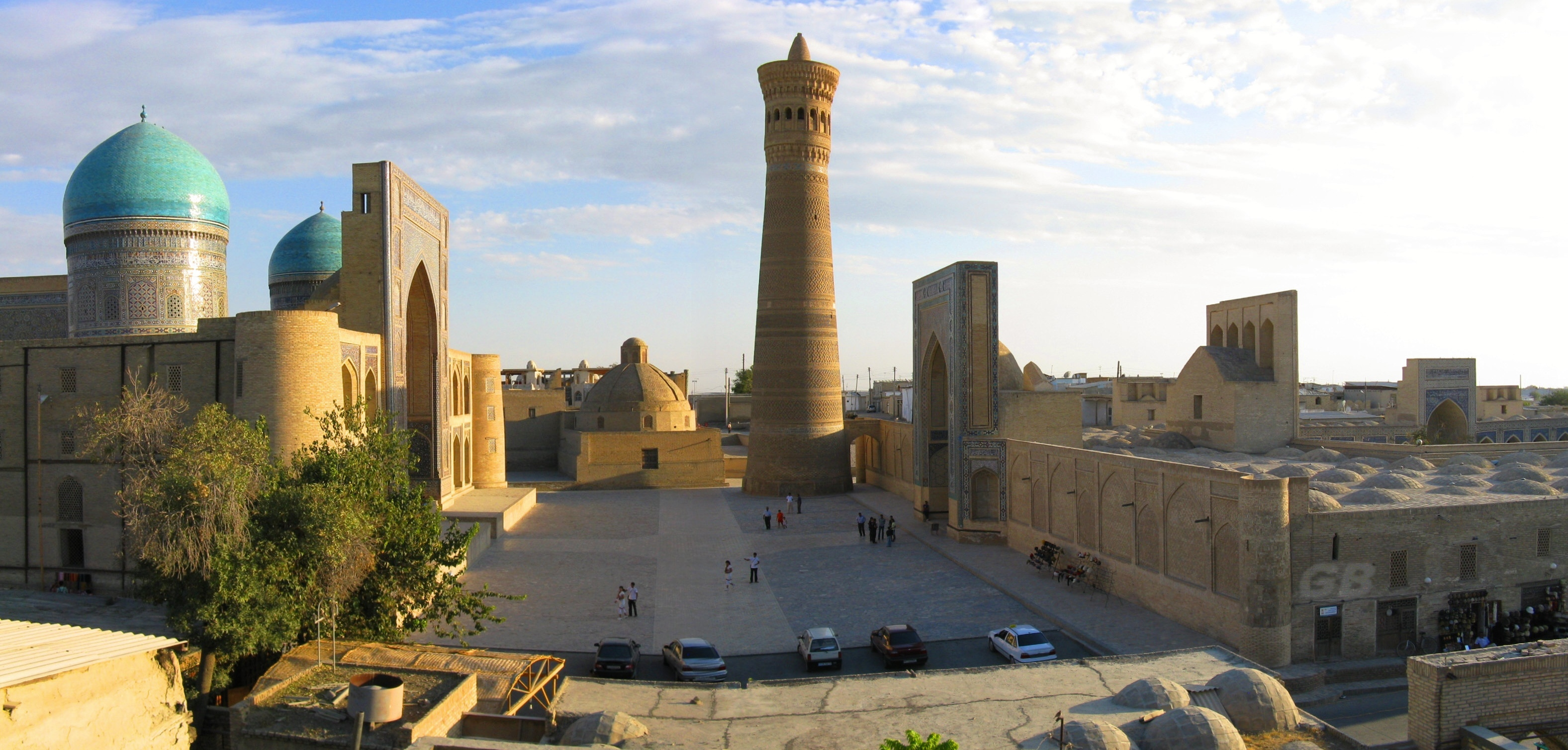
Poi Kalon mit Kalon-Moschee (rechts), Kalon-Minarett und Alim-Khan-Madrasa (mitte) und Mir-Arab-Madrasa (links)

Poi Kalon (Lage) ist ein Gebäudeensemble in der usbekischen Stadt Buchara. Es liegt im historischen Zentrum der Stadt südöstlich der Ark-Zitadelle und umfasst vier Bauwerke: das Kalon-Minarett (Lage), die Kalon-Moschee (Lage), die Mir-Arab-Madrasa (Lage) und die Emir-Alim-Khan-Madrasa (Lage).

## Anlage
Der Name des Ensembles stammt aus dem Persischen und bedeutet „Hof nahe der Großen Moschee“. Das Kalon-Minarett („Großes Minarett“) ist das älteste dieser Bauwerke. Es stammt aus dem frühen 12. Jahrhundert und soll unter dem Karachanidenherrscher Arslan Khan errichtet worden sein. Das Minarett steht an der Südseite des Platzes zwischen der Kalon-Moschee („Große Moschee“, vollendet 1514) und der Mir-Arab-Madrasa (vollendet 1536/37), die einander im Kosch-Prinzip gegenübergestellt sind. Die erst Anfang des 20. Jahrhunderts ebenfalls an der Südseite des Platzes erbaute Alim-Khan-Madrasa passt sich harmonisch in das Ensemble ein.

## Bildergalerie

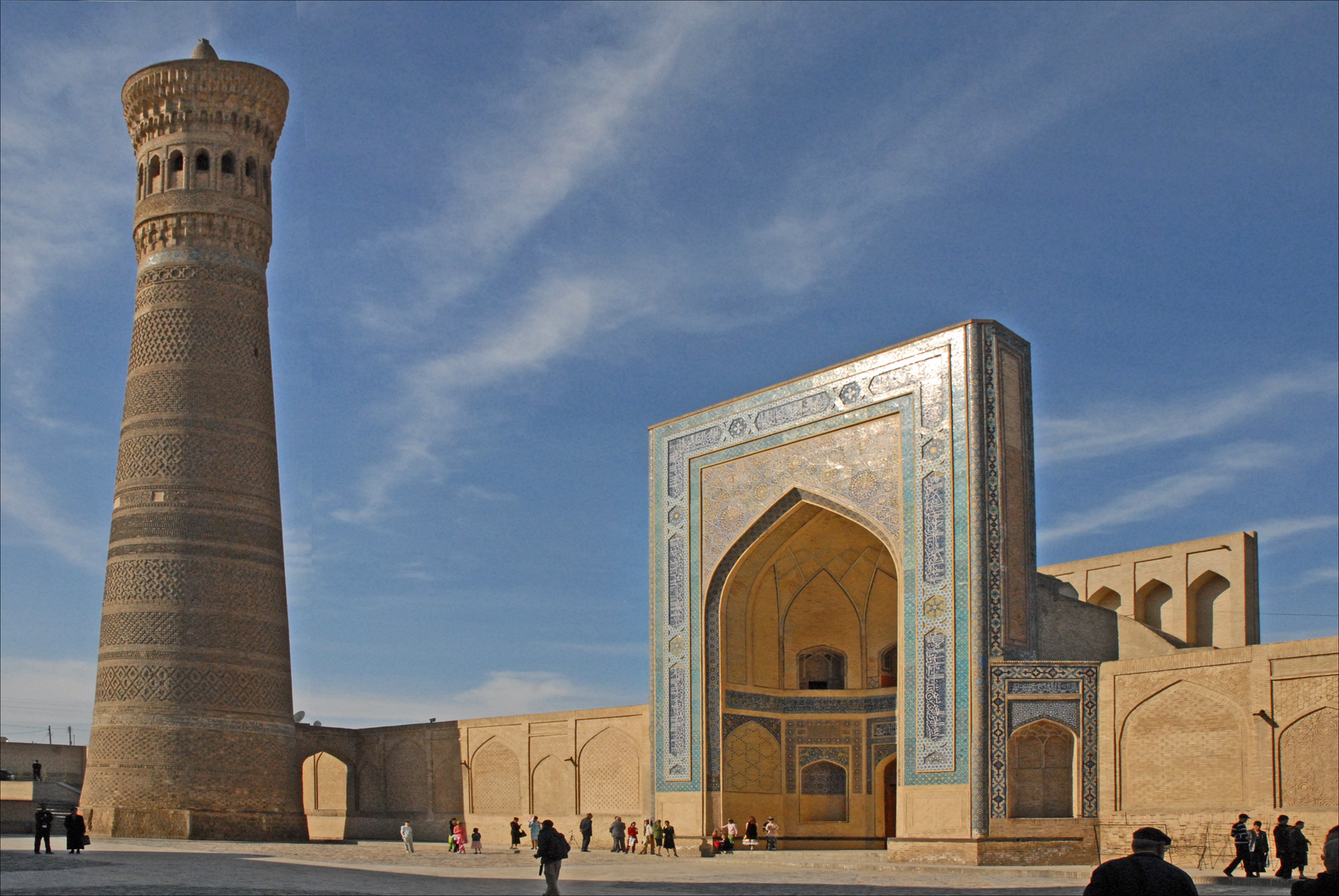
Kalon-Moschee und -Minarett
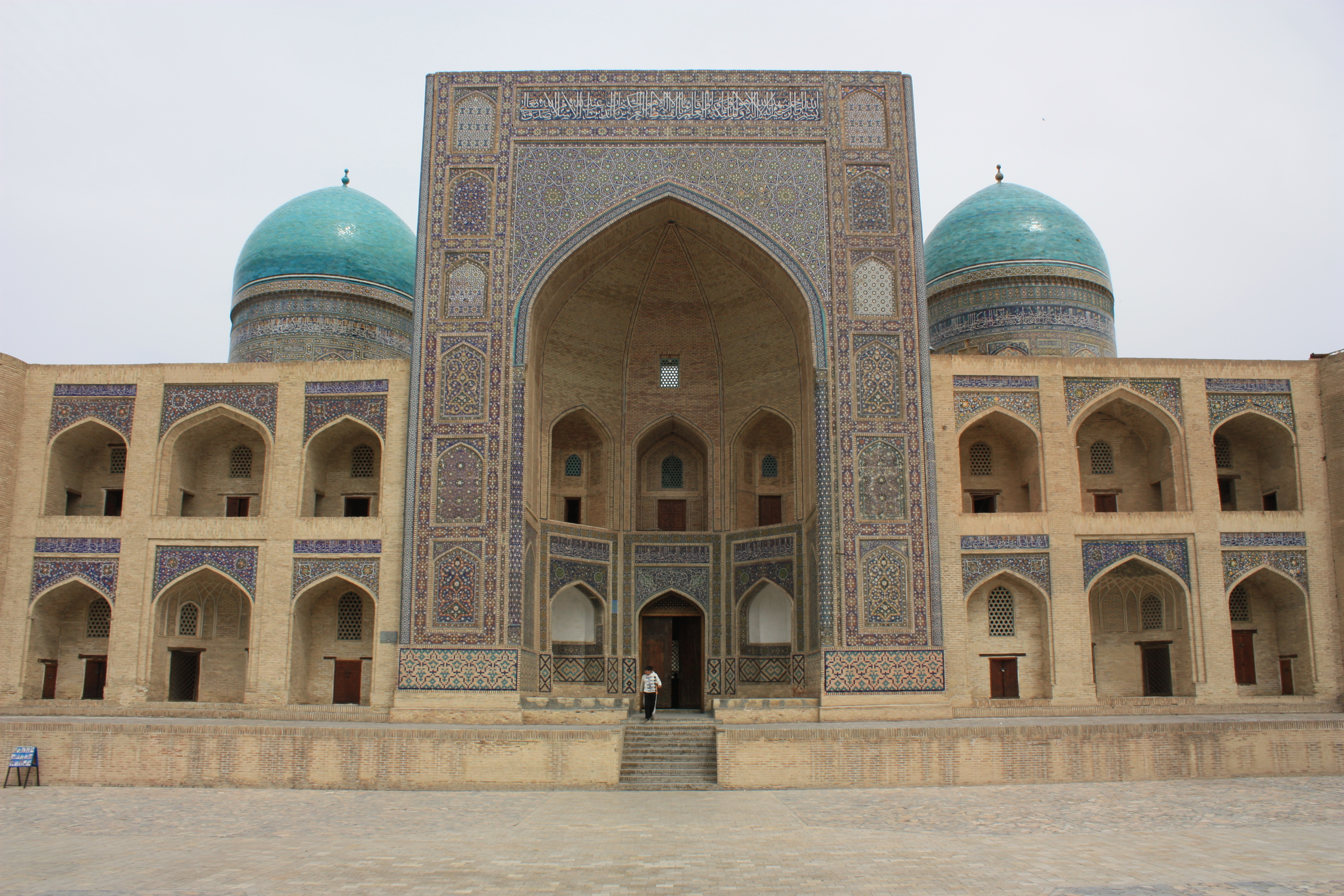
Mir-Arab-Madrasa
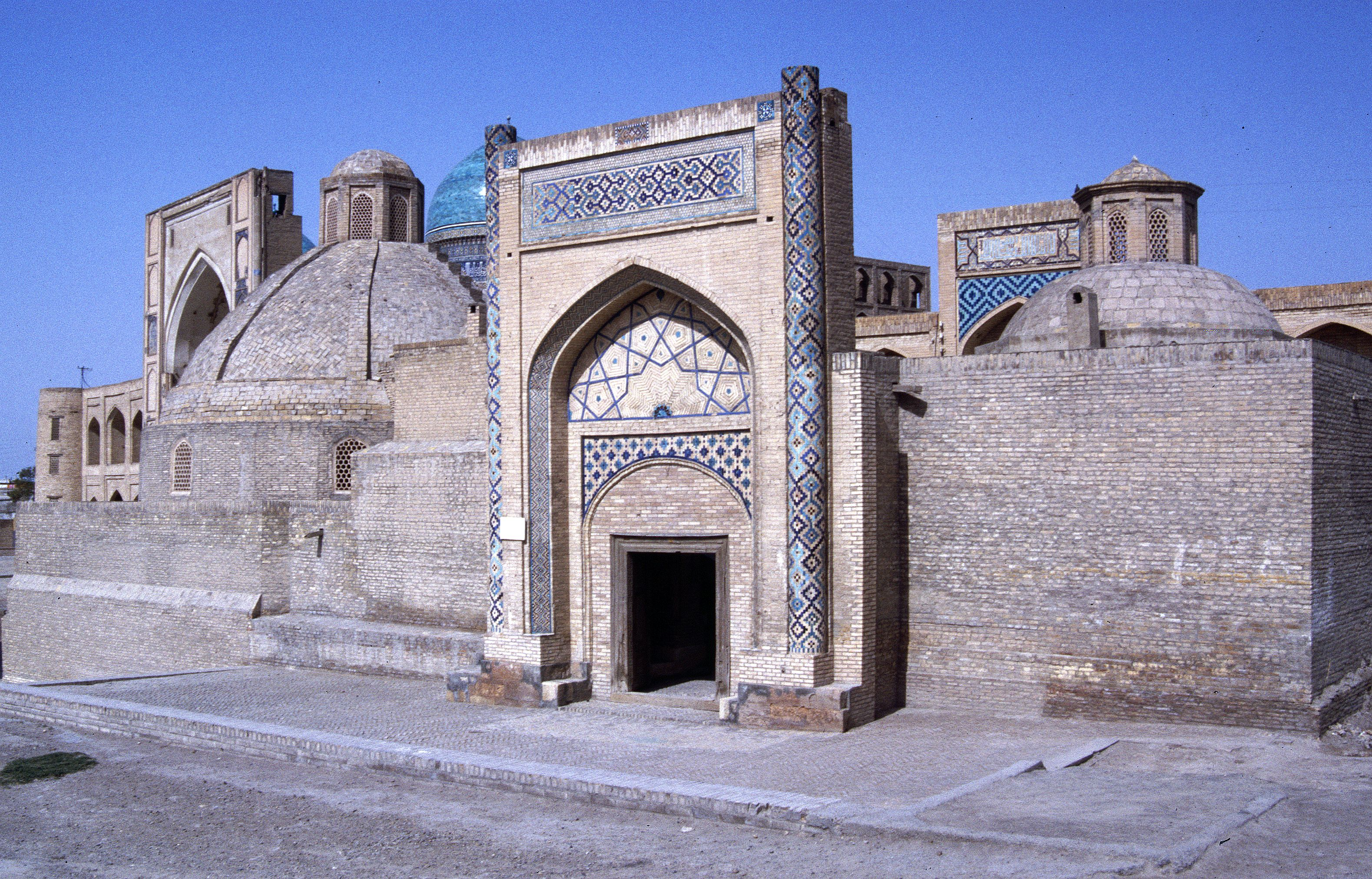
Alim-Khan-Madrasa